# Teilhol Tangara
Der Teilhol Tangara ist ein Freizeitauto mit Kunststoffkarosserie, das der französische Automobilhersteller Teilhol von 1987 bis 1990 produzierte. Der Tangara baut auf Citroën-Technik auf. Er steht in der Tradition des Citroën Méhari und des Renault Rodéo. Eine weiterentwickelte Variante mit veränderter Technik wurde ab 1988 in geringen Stückzahlen als Teilhol Théva verkauft.

## Entstehungsgeschichte

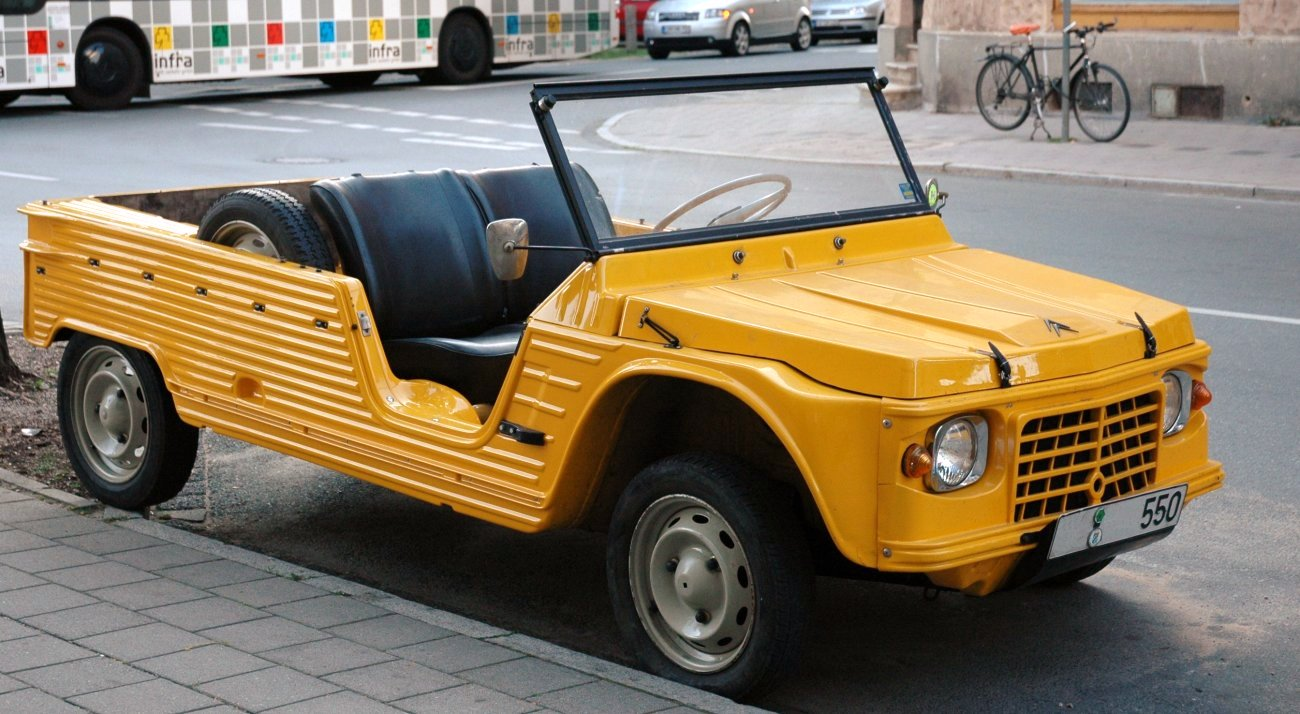
Konzeptionelles Vorbild: Citroën Méhari

Der in Courpière (Auvergne) ansässige Automobilhersteller Teilhol baute seit 1970 den Renault Rodéo 4, einen Strandwagen mit Kunststoffkarosserie und Technik des Renault 4, der Renaults Antwort auf den erfolgreichen Citroën Méhari sein sollte. 1972 kam der besser ausgestattete und stilistisch überarbeitete Rodéo 6 hinzu. Zeitweise waren beide Modelle Bestandteil des Renault-Werksprogramms. 1981 wurden sie vom Rodéo 5 abgelöst, der auf der Technik des Renault 5 basiert und eine komplett neu gestaltete Karosserie hat. Da er sich nur schleppend verkaufte, ließ Renault – ungefähr zeitgleich mit dem Produktionsende des Méhari – seine Fertigung Ende 1986 ersatzlos auslaufen.
Die Teilhol SA, die neben der Fertigung des Rodéo bereits seit Jahren zahlreiche Umbauten von Citroën-Modellen durchgeführt hatte, entwickelte daraufhin im Einvernehmen mit Citroën einen neuen Strandwagen, der die frei gewordenen Produktionskapazitäten in Courpière auslasten sollte und auf das bislang vom Méhari und vom Rodéo belegte Marktsegment zielte. Technische Basis war der Citroën 2 CV. Das Auto wurde unter der Bezeichnung Tangara auf dem Genfer Auto-Salon 1987 öffentlich vorgestellt. Anders als beim Rodéo erfolgte der Verkauf unter der Marke Teilhol. Ungeachtet dessen unterstützte Citroën die Fertigung, lieferte die notwendigen technischen Komponenten und gewährte auf sie die übliche Werksgarantie. Einige Tangara wurden auch werksseitig mit dem Schriftzug „Base Citroën“ am Heck ausgeliefert.
Angesichts des bevorstehenden Produktionsendes des Citroën 2 CV begann Teilhol 1988, den Tangara auf die Technik des moderneren Citroën AX umzustellen. Daraus ergab sich eine Erweiterung der Modellpalette: Neben dem weiterhin erhältlichen Tangara mit 2-CV-Motor war der Tangara ab 1990 auch mit 2-CV-Bodengruppe und AX-Motoren lieferbar. Daneben entstand ein völlig neues Auto auf der Bodengruppe des AX und einer an den Tangara angelehnten Karosserie. Dieses Modell wurde ab 1988 als Teilhol Théva verkauft. Beide AX-Ausführungen entstanden nur in sehr geringen Stückzahlen. Teilweise wird der geringe Erfolg des Tangara auf das allgemeine Nachlassen des Interesses an Strandautos in den späten 1980er-Jahren und auf den Umstand zurückgeführt, dass zu dieser Zeit Strände und Wälder kaum noch legal befahren werden durften.
Nach wirtschaftlichen Schwierigkeiten, die im März 1990 zur Liquidation Teilhols führten, endete die Fertigung des Tangara und des Théva.

## Tangara

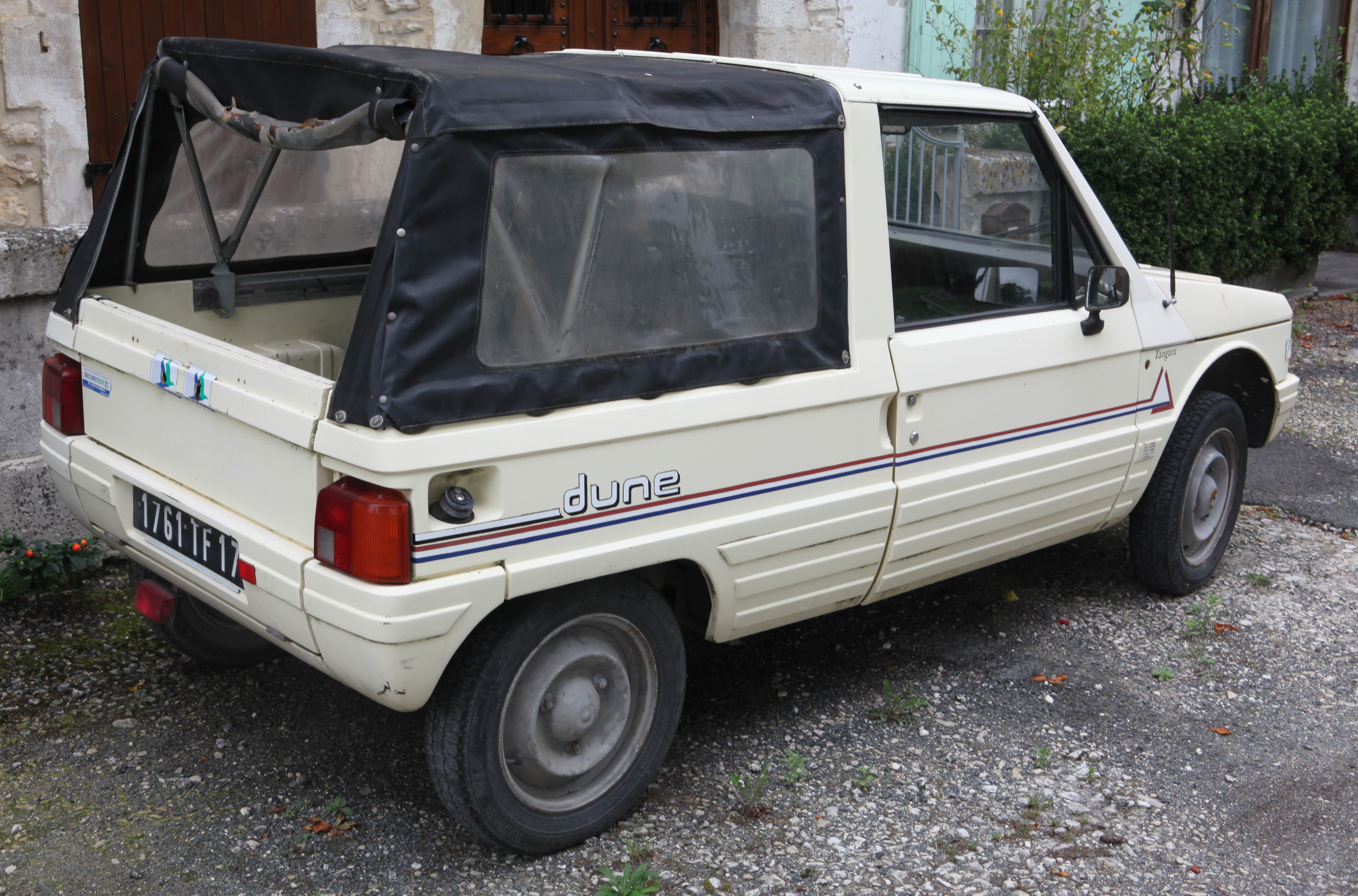
Teilhol Tangara Dune

### Modellbeschreibung
Der Teilhol Tangara nutzt die Plattform des Citroën 2 CV. Von ihm kommen auch das Fahrwerk und die Lenkung. Die von Teilhol selbst entworfene Karosserie besteht aus Kunststoff. Das Auto ist als Zweitürer gestaltet. Hinter den Türen befindet sich ein Überrollbügel, der in der Mitte über eine Strebe mit dem Rahmen der Windschutzscheibe verbunden ist. Die Dachteile über den Sitzen sind aus Kunststoff gefertigt und herausnehmbar. Der hintere Teil des Wagens ist wie beim Méhari und beim Rodéo als offene Ladefläche ausgelegt; sie kann mit einem Stoffdeck überspannt werden. Alternativ war ein Hardtop aus Kunststoff lieferbar. Um die Entwicklungs- und Produktionskosten gering zu halten, verwendete Teilhol viele Bauteile aus der Großserienproduktion französischer Hersteller. So kommen die Windschutzscheibe, die Türscharniere und die Sitze vom Citroën C15, die Rückspiegel vom Renault Express und die Rückleuchten vom Peugeot 205.
Die meisten Tangara haben Frontantrieb. 1989 kam als Alternative eine allradgetriebene Variante (Tangara 4x4) auf den Markt. Der Tangara war mit zwei verschiedenen Motorisierungen aus dem Citroën-Programm erhältlich:
- In der von 1987 bis 1990 produzierten Basisversion hat der Tangara den 0,6 Liter großen Zweizylinder-Boxermotor des Citroën 2 CV; die Motorleistung liegt bei 21 kW (29 PS). Diese Ausführung ist die mit Abstand am weitesten verbreitete Tangara-Version.
- Zu Beginn des Jahres 1990 war der Tangara alternativ mit dem 1,1 Liter großen Reihenvierzylindermotor des Citroën AX erhältlich, der 54 PS leistet. Das Modell wurde als Tangara 1100 bezeichnet.

### Produktion
Die Produktion des Tangara erreichte, alle Varianten zusammengenommen, niedrige vierstellige Werte. 1987 erhielt das Werk einen Großauftrag der Französischen Armee über 400 Fahrzeuge; auch andere öffentliche Stellen orderten Tangaras. Eine Reihe von Fahrzeugen wurde in ehemalige französische Kolonien exportiert.
- Von der Basisversion des Tangara mit dem 0,6-Liter-Motor entstanden je nach Quelle etwa 1000,[1] 1100[3] oder 1400 Fahrzeuge,[4] darunter 47 Autos mit Allradantrieb.[3]
- Der Tangara 1100 mit AX-Motor wurde nach einer Quelle 151-mal gebaut,[4] nach einer anderen nur 65-mal.[3] Einzelne Exemplare haben Allradantrieb.

## Théva
Der 1988 vorgestellte Teilhol Théva basiert auf dem Citroën AX. Er sollte die Rolle einer höherwertigen Version des Tangara übernehmen und den Nutzfahrzeugcharakter des Ausgangsmodells ablegen. Die Bodengruppe, der 1,1 Liter große Reihenvierzylindermotor, die Antriebstechnik und der Instrumententräger kommen vom Citroën AX. Die Kunststoffkarosserie stimmt in vielen Teilen mit der des Tangara überein; Motorhaube, Türen und Kotflügel sind austauschbar. Der Théva hat aber feste Streben über den Türen zwischen dem Überrollbügel und dem Windschutzscheibenrahmen. Dafür befindet sich über den vorderen Sitzen ein großes herausnehmbares Dachteil aus durchsichtigem Kunststoff. Für den hinteren Wagenteil gab es wahlweise ein Stoffverdeck oder ein in Wagenfarbe lackiertes Hardtop. Der Théva konnte entweder als Zweisitzer oder als Fünfsitzer bestellt werden. Von 1988 bis 1990 baute Teilhol nur 88 Exemplare des Théva.